# العلاقات الزيمبابوية الساموية
العلاقات الزيمبابوية الساموية هي العلاقات الثنائية التي تجمع بين زيمبابوي وساموا.

## مقارنة بين البلدين
هذه مقارنة عامة ومرجعية للدولتين:
| وجه المقارنة                                              | زيمبابوي | ساموا                        |
| --------------------------------------------------------- | --- | ---------------------------- |
| المساحة (كم2)                                             | 390.76 ألف | 2.84 ألف                     |
| عدد السكان (نسمة)                                         | 16.53 مليون | 196.44 ألف                   |
| الكثافة السكانية (ن./كم²)                                 | 42.3 | 69.17                        |
| العاصمة                                                   | هراري | أبيا                         |
| اللغة الرسمية                                             | لغة إنجليزية، اللغة الشونا، النديبيلية الشمالية ‏، لغة الشيشيوا، Barwe ‏، Kalanga language ‏، Tshwa language ‏، النداو ‏، اللغة التسونجا، لغة الإشارة الزيمبابوية ‏، اللغة السوتية، تونغا ‏، اللغة التسوانية، اللغة الفيندية، اللغة الكوسية | لغة إنجليزية، اللغة الساموية |
| العملة                                                    | دولار أمريكي | تالا ساموي                   |
| الناتج المحلي الإجمالي (بليون دولار)                      | 17.85 مليار | 856.63 مليون                 |
| الناتج المحلي الإجمالي (تعادل القوة الشرائية) بليون دولار | 27.88 مليار | 1.15 مليار                   |
| الناتج المحلي الإجمالي الاسمي للفرد دولار أمريكي          | 924 | 3.94 ألف                     |
| الناتج المحلي الإجمالي للفرد دولار أمريكي                 | 1.79 ألف | 5.79 ألف                     |
| مؤشر التنمية البشرية                                      | 0.509 | 0.702                        |
| رمز المكالمات الدولي                                      | +263 | +685                         |
| رمز الإنترنت                                              | .zw | .ws                          |
| المنطقة الزمنية                                           | ت ع م+02:00 | ت ع م+13:00                  |

## منظمات دولية مشتركة
يشترك البلدان في عضوية مجموعة من المنظمات الدولية، منها:
| علم المنظمة | اسم المنظمة                                                | تاريخ انضمام زيمبابوي | تاريخ انضمام ساموا |
| ----------- | ---------------------------------------------------------- | --------------------- | ------------------ |
|             | مجموعة دول أفريقيا والكاريبي والمحيط الهادئ                | ?                     | ?                  |
|             | مؤسسة التنمية الدولية                                      | 29 سبتمبر 1980        | 28 يونيو 1974      |
|             | الأمم المتحدة                                              | 25 أغسطس 1980         | 15 ديسمبر 1976     |
|             | منظمة التجارة العالمية                                     | ?                     | ?                  |
|             | العملية المشتركة للاتحاد الأفريقي والأمم المتحدة في دارفور | ?                     | ?                  |
|             | منظمة الشرطة الجنائية الدولية                              | ?                     | ?                  |
|             | المركز الدولي لتسوية المنازعات الاستشارية                  | 19 يونيو 1994         | 25 مايو 1978       |
|             | الاتحاد الدولي للاتصالات                                   | 10 فبراير 1981        | 7 أكتوبر 1988      |
|             | البنك الدولي للإنشاء والتعمير                              | 29 سبتمبر 1980        | 28 يونيو 1974      |
|             | الاتحاد البريدي العالمي                                    | ?                     | ?                  |
|             | منظمة حظر الأسلحة الكيميائية                               | ?                     | ?                  |
|             | مؤسسة التمويل الدولية                                      | 29 سبتمبر 1980        | 28 يونيو 1974      |
|             | وكالة ضمان الاستثمار متعدد الأطراف                         | 10 أبريل 1992         | 27 سبتمبر 2002     |
|             | يونسكو                                                     | 22 سبتمبر 1980        | 3 أبريل 1981       |

## وصلات خارجية
- موقع وزارة الخارجية الزيمبابوية